# Конаково ГРЭС
Конако́во ГРЭС — станция Октябрьской железной дороги, находится в городе Конаково Тверской области. Конечная станция однопутного ответвления от ст. Решетниково главного хода ОЖД (Ленинградское направление). Находится рядом с Конаковской ГРЭС.
Конечный пункт для пригородных поездов, прибывающих сюда с Ленинградского вокзала Москвы. В 2013 году проводилась реконструкция станции; планировалось отремонтировать пассажирскую платформу и установить турникеты. Из-за плохого качества ремонта платформы многие пассажиры и жители города высказали своё недовольство. 20 января 2014 года в интернете был начат сбор электронных подписей под петицией за проведение прокурорской проверки качества проведённых работ и их соответствия установленным нормам. 6 марта 2014 года на станции были установлены турникеты. Со станции ежедневно отправляется 9 пар поездов ( по выходным - 12), которые обслуживаются поездами "Ласточка". Из них 2 экспресса.

## История
Участок от станции Решетниково основной магистрали до города Конаково был проложен в середине 1930-х годов, в районе станции Конаковский Мох в то время велись торфоразработки. Железнодорожная ветка открылась в 1937 году, до 1966 года основной ход пролегал в центр города.
В 1966 году, в связи с подготовкой передачи тупиковой линии в сеть бывшего МПС, была завершена реконструкция и электрификация ветки, в результате чего вместо старой станции «Конаково» была построена нынешняя станция Конаково ГРЭС. От старой трассы железной дороги уцелели пешеходная просека от места поворота новой линии, переходящая в Железнодорожный переулок города Конаково, а после моста через Донховку - в Коллективную улицу. В 1970-х годах на месте бывшей железной дороги и старой станции Конаково были построены новые жилые кварталы между улицами Советская, Коллективная (частично упразднённая) и Строителей. Однако название старой станции употребляется как неофициальная форма на маршрутоуказателях электропоездов и в наши дни.